# Молодий Франкенштейн
«Молодий Франкенштейн» (англ. Young Frankenstein) — американська кінокомедія режисера Мела Брукса 1974 року, знята за мотивами роману Мері Шеллі «Франкенштайн, або Сучасний Прометей» як пародія на класичні чорно-білі фільми жахів.
У 2003 році Бібліотека Конгресу внесла фільм у Національний реєстр як такий що має особливе культурне, історичне або естетичне значення.

## Синопсис
Молодий хірург Фредерік Франкенштейн, онук легендарного доктора Франкенштейна, викладає медицину в одному з американських університетів і дуже соромиться свого діда, намагаючись не афішувати свого родства з ним. Одного разу він дізнається що успадкував від діда родинний замок і вирушає в Трансильванію, щоб вступити в його володіння. Опинившись на місці, Фредерік знайомиться з дивакуватими мешканцями замку, а також виявляє таємну лабораторію доктора Франкенштейна. Фредерік, який раніше вважав роботи свого діда цілковитими антинауковими дурницями, під впливом від знайдених фактів спішно змінює свою думку і вирішує сам провести експеримент і повернути до життя тіло померлого чоловіка.

## У ролях
- Джин Вайлдер — Фредерік Франкенштейн
- Пітер Бойл — чудовисько Франкенштейна
- Марті Фельдман — Ігор
- Клоріс Лічмен — Фрау Блюгер
- Террі Гарр — Інга
- Медлін Кан — Елізабет
- Джин Гекмен — сліпий Гарольд
- Річард Гейдн — юрист герр Герхард Фалькштейн
- Денні Голдман — студент
- Мел Брукс — вовкулака, кішка вражена дротиком, Віктор Франкенштейн (голоси)

### Дубляж
Українською мовою фільм було дубльовано студією «1+1». Ролі дублювали Остап Ступка і Лариса Руснак.

## Нагороди
Фільм отримав премію «Г'юго» за найкращу постановку.